# Pecatonica (Illinois)
Pecatonica – wieś w Stanach Zjednoczonych, w stanie Illinois, w hrabstwie Winnebago.